# Honda Bros 400
Выпуск Honda Bros 400 был начат в 1988 году. Оснащалась проверенным временем V-образным двигателем объёмом 398  см³ и выдававшим 37 лошадиных сил при 6500 об/мин.
Мотоцикл имел диагональную алюминиевую раму, консольную подвеску заднего колеса ProLink, простую телескопическую переднюю вилку с клипонами и литые колеса. Во времена начала выпуска этой модели все решения, принятые в ней были настолько прогрессивны, что даже спустя 20 лет не потеряли своей актуальности и мотоцикл до сих пор заслуженно имеет обширную армию поклонников. Посадка была полуспортивная, характерная для прямого назначения этого мотоцикла — городской боец. Мощности мотора вполне хватает для достаточно динамичной езды, но на трассе двигатель заметно сникает после 120 км/ч и до максимальных 180 км/ч разгоняется довольно долго. Подобным двигателем оснащались и другие мотоциклы Honda: Transalp XL400V, Steed 400, VRX 400 Roadster, Shadow 400.
Одновременно с этой моделью Honda выпускала и 650 кубовую версию Bros, имевшую при том же весе прибавку в 20 лошадиных сил.
В 1992 году выпуск модели Bros 400 был прекращён.